# Potts Sämling
Potts Sämling, auch Potts Seedling, ist eine Sorte des Kulturapfels (Malus domestica). Der grün/gelbe Herbstapfel war im 19. Jahrhundert im Vereinigten Königreich als Kochapfel weit verbreitet, ist heute aber kaum mehr auffindbar.
Der Apfel ist gelblich-grün gefärbt. Der Baum selbst wächst schwach, die Frucht ist mittelgroß bis groß. Potts Sämling ist im frühen September erntereif und im September und Oktober genussreif.
Beim Kochen zerfällt der Apfel zu einem Püree. Sein Säureanteil ist ausreichend, um ein schnelles Bräunen nach dem Aufschneiden zu verhindern, trotzdem benötigt der Koch nicht viel Zucker, um die Säure auszubalancieren. Der Apfel ist diploid, und damit als Befruchter für andere Sorten geeignet.
Potts Sämling wurde von Samuel Potts in Lancashire in den 1840ern gezüchtet. Es handelt sich vermutlich um einen Sämling von einer importierten amerikanischen Apfelsorte. Populär wurde er durch den Gärtner John Nelson aus Rotherham, der den Apfel ab 1850 bewarb und verbreitete. Er verbreitete sich insbesondere im Eigenanbau und für den lokalen Markt. Anfang des 20. Jahrhunderts wurde der schwach wachsende Baum als "ideal für den Stadtgarten" beschrieben. Potts Sämling ist neben Cox Orange eine der beiden Sorten, die im Verdacht steht, die Mutter der weltweit verbreiteten Sorte James Grieve zu sein. Während für die Cox Orange die Färbung spricht, sprechen für Potts Sämling Geschmack und gewisse Eigenschaften wie die Form des Apfels oder die Anfälligkeit gegen Stöße, die Potts Sämling und James Grieve gemeinsam haben.